# Muzej solarstva
Muzej solarstva je muzej u Kreki. Nalazi se u okviru Solane, odnosno tvornice soli koja je izgrađena 1885. godine. Baštini foto-dokumentacijsku gradu o povijesti solarstva. Muzej je jedinstven u jugoistočnoj Europi. Posjetiteljima prikazuje tradicijski i suvremeni način proizvodnje soli. Kronološki obuhvaća razdoblje od prapovijesti sve do današnjice. Prapovijesno razdoblje solarstva prikazano je rekonstrukcijama velikih plitkih keramičkih zdjela. Arheolozi smatraju da se sol proizvodila tako da su zdjele ostavljene na jako sunce čime je voda iz slane vode hlapila i ostajala samo sol. Osmansko razdoblje solarstva prikazano je željeznim okruglim plitkim tavama. Sol se izdvajalo tako što se ispod tava ložila vatra. Austro-ugarsko razdoblje predstavljaju izvorne željezne tave. Za proizvodnju su se koristile velike posebno ozidane peći u kojima su solari ložili ugljen i tako kuhali slanu vodu. Tako je industrijski dobivana sol i u Solani u Kreki i u Simin Hanu. Suvremenu tehnologiju predstavlja prikaz proizvodnje kuhinjske soli i medicinske soli iz slane vode pomoću vakuumskog uparavanja.
1901. otvorena je solana u Kreki. Ta je solana poslije zatvorena, a na 100. obljetnicu otvaranja prve Solane u Simin Hanu, Solana Kreka je pretvorena u Muzej solarstva.